# العلاقات السويدية الشمال مقدونية
العلاقات السويدية الشمال مقدونية هي العلاقات الثنائية التي تجمع بين السويد وشمال مقدونيا.

## مقارنة بين البلدين
هذه مقارنة عامة ومرجعية للدولتين:
| وجه المقارنة                                              | السويد                                                                               | شمال مقدونيا                                               |
| --------------------------------------------------------- | ------------------------------------------------------------------------------------ | ---------------------------------------------------------- |
| المساحة (كم2)                                             | 450.30 ألف                                                                           | 25.71 ألف                                                  |
| عدد السكان (نسمة)                                         | 10.16 مليون                                                                          | 2.08 مليون                                                 |
| الكثافة السكانية (ن./كم²)                                 | 22.56                                                                                | 80.9                                                       |
| العاصمة                                                   | ستوكهولم                                                                             | إسكوبية                                                    |
| اللغة الرسمية                                             | اللغة السويدية، لغات السامي، اللغة الفنلندية، منكيلي، اللغة الرومنية، اللغة اليديشية | اللغة المقدونية، اللغة الألبانية                           |
| العملة                                                    | كرونة سويدية                                                                         | دينار مقدوني                                               |
| الناتج المحلي الإجمالي (بليون دولار)                      | 538.04 مليار                                                                         | 11.34 مليار                                                |
| الناتج المحلي الإجمالي (تعادل القوة الشرائية) بليون دولار | 469.01 مليار                                                                         | 29.26 مليار                                                |
| الناتج المحلي الإجمالي الاسمي للفرد دولار أمريكي          | 50.58 ألف                                                                            | 4.85 ألف                                                   |
| الناتج المحلي الإجمالي للفرد دولار أمريكي                 | 45.30 ألف                                                                            | 16.25 ألف                                                  |
| مؤشر التنمية البشرية                                      | 0.907                                                                                | 0.747                                                      |
| رمز المكالمات الدولي                                      | +46                                                                                  | +389                                                       |
| رمز الإنترنت                                              | .se                                                                                  | .mk                                                        |
| المنطقة الزمنية                                           | توقيت وسط أوروبا، ت ع م+01:00، ت ع م+02:00، أوروبا/ستوكهولم ‏                         | توقيت وسط أوروبا، ت ع م+01:00، ت ع م+02:00، أوروبا/سكوبيه ‏ |

## منظمات دولية مشتركة
يشترك البلدان في عضوية مجموعة من المنظمات الدولية، منها:
| علم المنظمة | اسم المنظمة                               | تاريخ انضمام السويد | تاريخ انضمام شمال مقدونيا |
| ----------- | ----------------------------------------- | ------------------- | ------------------------- |
|             | مؤسسة التنمية الدولية                     | 24 سبتمبر 1960      | 25 فبراير 1993            |
|             | يونسكو                                    | 23 يناير 1950       | 28 يونيو 1993             |
|             | وكالة ضمان الاستثمار متعدد الأطراف        | 12 أبريل 1988       | 19 مارس 1993              |
|             | مجلس أوروبا                               | ?                   | ?                         |
|             | الأمم المتحدة                             | 19 نوفمبر 1946      | 8 أبريل 1993              |
|             | الاتحاد البريدي العالمي                   | ?                   | ?                         |
|             | البنك الدولي للإنشاء والتعمير             | 31 أغسطس 1951       | 25 فبراير 1993            |
|             | الاتحاد الدولي للاتصالات                  | 1866                | 4 مايو 1993               |
|             | منظمة حظر الأسلحة الكيميائية              | ?                   | ?                         |
|             | مؤسسة التمويل الدولية                     | 20 يوليو 1956       | 25 فبراير 1993            |
|             | المنظمة الأوروبية لسلامة الملاحة الجوية   | 1995                | 1998                      |
|             | المركز الدولي لتسوية المنازعات الاستشارية | 28 يناير 1967       | 26 نوفمبر 1998            |
|             | منظمة التجارة العالمية                    | 1995                | ?                         |
|             | منظمة الشرطة الجنائية الدولية             | ?                   | ?                         |
|             | منظمة الأمن والتعاون في أوروبا            | 25 يونيو 1973       | 12 أكتوبر 1995            |

## وصلات خارجية
- موقع وزارة الخارجية السويدية